# Emmesomyia roborospinosa
Emmesomyia roborospinosa är en tvåvingeart som beskrevs av Cui, Li och Fan 1993. Emmesomyia roborospinosa ingår i släktet Emmesomyia och familjen blomsterflugor.
Artens utbredningsområde är Heilongjiang (Kina). Inga underarter finns listade i Catalogue of Life.